# Čierne Kľačany
Čierne Kľačany (in ungherese Feketekelecsény) è un comune della Slovacchia facente parte del distretto di Zlaté Moravce, nella regione di Nitra.